# Вульферт, Александр Евстафьевич
Александр Евстафьевич Вульферт (нем. von Wulffert; 19 июня 1790, Выборг — 9 декабря 1855, Гельсингфорс) — российский литератор немецкого происхождения.

## Биография
Изучал филологию в Дерптском университете (1808—1809) и право в университете Або (1816—1820), в промежутке преподавал немецкую литературу, французский язык, историю и географию в Выборге и Вильманстранде. В 1826—1833 гг. редактировал петербургскую немецкую газету «St. Petersburgische Zeitung», затем служил почтдиректором Финляндии.
Известен как переводчик русской поэзии на немецкий язык: опубликовал отдельными изданиями переводы «Кавказского пленника» (1823, под названием «Пленник гор», нем. Der Berggefangene) и «Бахчисарайского фонтана» (1826, под названием «Печальный источник», нем. Die Trauerquell) Пушкина, ряд стихотворений Жуковского, Крылова, Хвостова.

## Семья
Жена: 
- Антонина Густава Ловиса фон Шанц (1814-1911).

Сын: 
- Густав Александрович Вульферт (1840—1894) был генерал-майором русской императорской армии и за отличие при штурме Ташкента в 1865 году был награждён орденом св. Георгия 4-й степени.

Дочери: 
- Наталья Александровна Вульферт (?-1881) жена адмирала Фёдора Давыдовича Нордмана[2].
- Антонина Александровна Вульферт (14.04.1842—30.07.1919[3]), жена генерал-лейтенанта Михаила Григорьевича Черняева.